# 格博克萊大區
4°57′N 6°5′W / 4.950°N 6.083°W
格博克萊大區（法語：Gbôklé），是科特迪瓦的31個大區之一，位於該國西南部，由下薩桑德拉區負責管轄，首府設於薩桑德拉，始建於2011年，面積7,225平方公里，2014年人口400,798，人口密度每平方公里55人,不算人口多